# Emydura
Emydura – rodzaj żółwi z rodziny matamatowatych (Chelidae).

## Zasięg występowania
Rodzaj obejmuje gatunki występujące w Australii i na Nowej Gwinei (Indonezja i Papua-Nowa Gwinea).

## Systematyka

### Etymologia
- Emydura: gr. εμυς emus, εμυδος emudos „żółw wodny”[8]; ουρα oura „ogon”[9].
- Chelymys: zbitka wyrazowa nazw rodzajów: Chelys[a] Oppel, 1810 oraz Emys A.M.C. Duméril, 1806[3]. Gatunek typowy: Hydraspis macquarrii J.E. Gray, 1830.
- Euchelymys: gr. ευ eu „dobry, typowy”[10]; rodzaj Chelymys J.E. Gray, 1844. Gatunek typowy: Emydura sulcifera J.E. Gray, 1871 (= Hydraspis macquarrii J.E. Gray, 1830).
- Tropicochelymys: gr. τροπικος tropikos „przesileniowy, tropikalny”, od τροπη tropē „zwrot, zmiana”, od τρεπω trepō „zwrócić, skierować”[11]; rodzaj J.E. Gray, 1844. Gatunek typowy: Hydraspis victoriae J.E. Gray, 1842.

### Podział systematyczny
Do rodzaju należą następujące gatunki: 
- Emydura australis (J.E. Gray, 1841)
- Emydura gunaleni Smales, McCord, Cann & Joseph-Ouni, 2019
- Emydura macquarii (J.E. Gray, 1830) – emydura Murraya
- Emydura subglobosa (Krefft, 1876)
- Emydura tanybaraga Cann, 1997
- Emydura victoriae (J.E. Gray, 1842) – wężogłówka Wiktorii[12]